# Hīrāpur
Hīrāpur är en ort i Indien.   Den ligger i distriktet Bhandara och delstaten Maharashtra, i den centrala delen av landet, 800 km söder om huvudstaden New Delhi. Hīrāpur ligger 299 meter över havet och antalet invånare är 6 069.
Terrängen runt Hīrāpur är platt. Runt Hīrāpur är det ganska tätbefolkat, med 172 invånare per kvadratkilometer. Närmaste större samhälle är Chīcholi, 12,9 km sydväst om Hīrāpur. Trakten runt Hīrāpur består till största delen av jordbruksmark.